# 對周恩來的評價
對周恩來的評價是關於前中華人民共和國總理周恩來的評價。周恩來是中國共產黨與中國人民解放軍創立者之一、中華人民共和國開國元勳之一，建國後一直擔任總理職務。相對而言，周恩來以其行政管理才能和外交手腕成功處理了中華人民共和國建國前三十年來的大量棘手政治和外交問題，同時在晚年盡其所能力圖減少文革對國家帶來的損害，是一位才能卓越之務實主義者。因其善於折衷調停，是中國共產黨歷史上最重要領導者之一，同時也有嚴於律己且廉潔奉公的良好政治品格。主流政治、媒體及民眾對其評價颇为正面，但也有質疑聲音批評周恩來實際上並無真正阻止文革批鬥的權勢
。

## 中共評價
中共中央政治局通过的周恩来悼词称周恩来是“中国共产党的优秀党员、伟大的无产阶级革命家、杰出的共产主义战士、中国人民久经考验的卓越的党和国家领导人”。
在中國共產黨第十一屆第六次中央委員會全體會議中，通過《關於建國以來黨的若干歷史問題的決議》，對周恩來做出官方評價：
|  | 「…… ……周恩來等同志領導的南昌起義打響了武裝反抗國民黨反動派的第一槍。…… …… 一九六〇年冬，黨中央和毛澤東同志開始糾正農村工作中的左傾錯誤，並且決定對國民經濟實行“調整、鞏固、充實、提高”的方針，隨即在劉少奇、周恩來、陳雲、鄧小平等同志的主持下，制定和執行了一系列正確的政策和果斷的措施，這是這個歷史階段中的重要轉變。 …… ……一九七〇年至一九七一年間發生了林彪反革命集團陰謀奪取最高權力、策動反革命武裝政變的事件。這是“文化大革命”推翻黨的一系列基本原則的結果，客觀上宣告了“文化大革命”的理論和實踐的失敗。毛澤東、周恩來同志機智地粉碎了這次叛變。周恩來同志在毛澤東同志支持下主持中央日常工作，使各方面的工作有了轉機。一九七二年，在批判林彪的過程中，周恩來同志正確地提出要批判極左思潮的意見，這是一九六七年二月前後許多中央領導同志要求糾正“文化大革命”錯誤這一正確主張的繼續。…… …… ……一九七五年，周恩來同志病重，鄧小平同志在毛澤東同志支持下主持中央日常工作，召開了軍委擴大會議和解決工業、農業、交通、科技等方面問題的一系列重要會議，著手對許多方面的工作進行整頓，使形勢有了明顯好轉。……一九七六年一月周恩來同志逝世。周恩來同志對党和人民無限忠誠，鞠躬盡瘁。他在“文化大革命”中處於非常困難的地位。他顧全大局，任勞任怨，為繼續進行黨和國家的正常工作，為儘量減少“文化大革命”所造成的損失，為保護大批的黨內外幹部，作了堅持不懈的努力，費盡了心血。他同林彪、江青反革命集團的破壞進行了各種形式的鬥爭。他的逝世引起了全黨和全國各族人民的無限悲痛。同年四月間，在全國範圍內掀起了以天安門事件為代表的悼念周總理、反對“四人幫”的強大抗議運動。…… ……」 |

從遵義會議前後到周恩來逝世，周和毛澤東合作整整四十年，直到周病逝為止。儘管兩人性格氣質截然不同，卻成為中國近現代史上著名政治搭檔之一，在20世紀中國歷史舞臺上相輔相成：毛主要扮演“掌舵”的政策制定者與精神領袖，周則是謹慎小心的執行者，內政外交的大管家，所謂“謀事在毛，成事在周”。周憑藉其獨特政治智慧，成為中國共產黨第一代領導人中唯一屹立不倒的核心政治人物（從1920年代初進入中國共產黨領導核心到1976年逝世，歷時超過半世紀）。在其晚年，兩人經常互相詢問身體狀況。1976年1月14日下午，工作人員向毛澤東念中央送審之周恩來追悼大會上之悼詞稿，毛澤東失聲痛哭:447。
周視鄧小平為接班人。鄧稱：“周總理是一生勤勤懇懇、任勞任怨工作的人。他一天的工作時間總超過十二小時，有時在十六小時以上，一生如此。我們認識很早，在法國勤工儉學時就住在一起。對我來說他始終是一個兄長。我們差不多同時期走上了革命的道路。他是同志們和人民很尊敬的人。‘文化大革命’時，我們這些人都下去了，幸好保住了他。在‘文化大革命’中，他所處的地位十分困難，也說了好多違心的話，做了好多違心的事。但人民原諒他。因為他不做這些事，不說這些話，他自己也保不住，也不能在其中起中和作用，起減少損失的作用。他保護了相當一批人。”1976年1月15日，鄧在周恩來同志追悼大會上致悼詞，回顧和評價周一生獻身中國革命和建設事業的經歷，號召要學習他對馬克思主義、列寧主義、毛澤東思想無限忠誠，終生為實現共產主義的偉大理想而奮鬥；要學習他全心全意為人民服務的高尚品質，勤勤懇懇，任勞任怨，忘我地、不知疲倦地為中國人民和世界人民謀利益；要學習他對敵鬥爭的堅定性，奮不顧身，機智勇敢，堅定沉着，充滿着必勝的信心；要學習他堅強的無產階級黨性，光明磊落，顧全大局，遵守黨的紀律，嚴於解剖自己，善於團結廣大幹部，維護黨的團結和統一；要學習他謙虛謹慎，平易近人，以身作則，艱苦樸素的優良作風和他同疾病作鬥爭的革命毅力:46-47。鄧對周在文化大革命中表現之評價，基本上代表1978年後中國共產黨官方立場。
此外，中國共產黨元老陳雲、李先念也有相同見解：“周恩來同志這種為共產主義理想無私無畏的獻身精神，在廣大幹部和群眾中，以至在國際人士中，樹立了忠誠、親切、勤奮、堅毅、無私、無畏的崇高形象……中國共產黨確實因為有周恩來同志而增添了光榮，中國人民確實因為有周恩來同志而增添了自豪感。”楊尚昆認為：「周恩來是舉世聞名的無產階級革命家，中國共產黨第一代杰出領導人之一。他生前不願意稱讚自己的功績，而且在病中留下遺囑，死後要把骨灰撒向祖國大地，不願後人為他樹碑。可是，他為中華民族解放，為人類進步事業英勇鬥爭的革命精神，全心全意為人民服務和鞠躬盡瘁、死而後已的高尚品德，一切從實際出發、實事求是的優良作風，早已為人民所崇敬，作為學習的楷模。」“沒有周恩來同志，‘文化大革命’的後果不堪設想。”，“他以‘我不入地獄誰入地獄’的獻身精神，選擇了一條比拍案而起更為複雜艱難的迂回鬥爭的道路。”
中國史學界和很多國外史學家認為，周顧全大局、相忍為國，盡力使用各種管渠道，以不同方法減少動亂之影響，也曾被江青等人稱為“滅火隊長”。
2018年3月1日，習近平《在紀念周恩來同志誕辰一百二十週年座談會上的講話》：「周恩來同志是伟大的马克思主义者，伟大的无产阶级革命家、政治家、军事家、外交家，党和国家主要领导人之一，中國人民解放軍主要創建人之一，中華人民共和國的開國元勛，是以毛澤東同志為核心的黨的第一代中央領導集體的重要成員」:204、「周恩來是一个光荣的名字、不朽的名字。每当我们提起这个名字就感到很温暖、很自豪」、「周恩來同志嚴格要求自己的親屬，給他們訂立了『十條家規』，從沒有利用自己的權力為自己或親朋好友謀過半點私利。周恩來同志諄諄教導晚輩，要否定封建的親屬關係，要有自信力和自信心，要不靠關係自奮起，做人生之路的開拓者。……周恩來同志一生心底無私、天下為公的高尚人格，是中華民族傳統美德和中國共產黨人優秀品德的集中寫照，永遠為後世景仰。」:37
中華人民共和國外交家、聯合國副秘書長冀朝鑄亦表示：“如果世界上有完美無缺的人，那就是周恩來。”
前中共中央政治局常委宋平表示：“我們後人研究歷史，如果查檔案的時候，很可能發現有些錯誤的檔案檔是周恩來簽字的，但是這些東西的決定過程往往是很複雜的，不是周恩來個人能夠決定的，甚至是違背他的本意的。在那種特殊的情況下，有些是“四人幫”決定的，有些是毛主席決定的，周恩來不得不履行手續。對這類事情，我覺得我們研究歷史的人應該弄清楚當時的形勢，各人有各人的是非功過。”
前中國共產黨中央委員、中國共產黨黨史專家李銳，在接受德國之聲訪問中講到周恩來：“周恩来心里不明白吗？他不了解毛泽东吗？他不知道毛泽东做的这一套对还是不对吗？他心知肚明，但是他没有办法，他只能当丫头：你要我干什么，我干什么。……那本《晚年周恩来》是香港出版的，作者高文谦……这本书中，关于文革毛泽东和周恩来的关系，那些文革的内情啊，都写得相当具体。我没有细看，我翻了一下，他写的符合事实。”
中國兩彈元勳錢學森說：“許多黨外人士說，我們是認識周恩來才認識中國共產黨的，相信周恩來才相信中國共產黨的。”

## 國外評價
在中國國外，周恩來的貢獻也得到相似評價。1955年，原聯合國秘書長哈馬舍爾德在訪問北京後說：“在周總理的面前，竟使我無法不感覺到自己是個野蠻人。”
美國總統尼克松在回憶錄《領導人》中，評價周是“我们时代最有造诣的外交家之一”、“我所认识的最有天赋的人物之一”，“周恩来的敏捷机智大大超过我所认识的其他任何一位领袖”。
印尼前總統蘇加諾曾感慨：“毛主席真幸運，有周恩來這樣一位總理，我要是有周恩來這樣一位總理就好了。”
赫鲁晓夫说：我们都认为他是一个杰出的，灵活的当代人物，同他能进行切合实际的交谈。 
蘇聯外交部長莫洛托夫也對西方記者說：“你們認為我是難以對付的話，那你們就等著與周恩來打交道吧。”
美國漢學家費正清這樣比較周與毛的一生：“他是一位具有古典風格的總理，相比之下，毛澤東更像一位真龍天子，他可以在風雲變幻的雲霧中恣意縱橫，時隱時現，而周恩來則不同，他仿佛一直在權衡時勢，修補殘局。”
部分人認為作為文化大革命時期中央專案組總負責人，應當為專案組迫害大批中國共產黨幹部負責，如在國家主席劉少奇的專案上批示“應該槍斃”等字樣。对于周恩来在文革中的表现，匈牙利作家巴拉奇·代内什所说：“周恩来是在明智地权衡各方面的利弊之后，才决定这样做的。”“这位总理得出的结论是，如果他公开反对毛泽东，显然不利于国家的利益。只要他在其位，就可以在处理政府的日常工作中，保持某种明智，对受到威胁的干部给一定保护，可以减轻数百万人的痛苦。此外，他还可以阻止野心家篡夺最高权力的企图，防止爆发一场新的悲剧。如果他离职，内战局势势必更加恶化。如果他公开发表自己的看法，使自己成为英雄，其处境将更加困难、不堪设想。”
周恩来六次登上《时代周刊》封面。1951年6月18日，周恩来第一次登上《时代》封面时，《时代》周刊写到“（他）在政治上是个暴虐的统治者，在外交上是个听话的仆从，在经济上是个无能的领导者”。1954年5月10日，《时代》周刊写到“周恩來站在了世界面前，顯示了一個巨人決心把美國和西方趕出亞洲，渴望吃掉那半個世界，無論付出多少血汗也要把它自己由貧窮變得強大的表情和聲音”。1975年2月3日，周恩来最后一次登上《时代》封面时，《时代》周刊则评论说“尽管有创造性的党主席毛泽东还高高在上，70年代却已成为周恩来时代了”。 

## 其他
張學良曾於1936年4月9日初次在延安祕密會晤周恩來:295。張學良說：「中國現代人物，我最佩服的是周恩來，我最佩服他！」:2951993年1月15日，張學良接受日本《東京新聞》記者佐藤光明訪問時說：「周恩來是極有才能和大膽的人，使共產黨強大的是毛澤東和周恩來。」:120
作家冰心表示完全欽佩：“周恩來總理是我國二十世紀的十億人民心目中的第一位完人。”
周入黨介紹人、清華大學教授張申府在周死後當日擬挽聯為：上聯“為人類為革命奮鬥一生”；下聯“無名心無私情當今完人”。
著名歷史學家郭沫若對周十分敬佩和愛戴，兩者早年以“兄弟”相稱。周逝世後，郭沫若以“人生得一知己足矣”形容他對周敬仰，並寫數首哀思悼念的詩作懷念。郭沫若詩作《懷念周總理》，總結周一生事業功勳：“革命前驅輔弼才，巨星隱翳五洲哀。奔騰淚浪滔滔湧，弔唁人濤滾滾來。盛德在民長不沒，豐功垂世久彌恢。忠誠與日同輝耀，天不能死地難埋。”
哈佛大學教授費正清表示：“周恩来作为领袖人物的超凡魅力，在初次见面时就打动了我。在我面前出现的是一位长着浓眉而英姿勃发的代表民众的政治家。他具有十分罕见的才智和天赋的当机立断的才能，并以之为集体主义服务……我们俩用华语交谈，不时夹杂几个英语单词，其余部分则由龚澎帮助翻译。”
美國歷史學家唐德剛亦讚賞周恩來為：“近代中國的兩個半外交家”之一（另外“一個”是李鴻章、“半個”是顧維鈞），並認為周在文化大革命表現“忍辱負重”、以柔克剛。
周恩來於天津南開學校畢業時，南開學校《畢業同學錄》中對他的評語是：“君性溫和誠實，最富於感情，摯于友誼，凡朋友及公益事，無不盡力”。
寒春、阳早夫妇在回忆往事时说：“我们在周恩来总理那里感受到的是温暖，是坚持原则。周恩来是一位伟大的无产阶级革命家，他的伟大之处在于是完全忠诚的，没有个人利益，是全心全意为中国人民和世界人民服务的。”

## 负面评价
近些年越来越多被公开的史料，显示了周恩来屈从甚至成为毛泽东“帮凶”的一面，比如在打倒高岗、饶漱石集团，打倒彭德怀，打倒刘少奇、邓小平等事件上，周恩来没有一次不是坚定地站在毛泽东一边。
至于广为人知的在文革中周恩来从红卫兵手中救下和保护了许多人的事实，一些批评者聲稱这些被救下的人都是毛泽东默许的，周恩来是在揣摩了毛泽东的意思之后，才敢出面求的情。
前中国社会科学院副院长、著名哲学家李慎之在2002年曾与朱学勤教授谈起过自己对周恩来评价的转变，曾在周恩来直接领导下工作过、并与周恩来有私人交情的李慎之说，他一辈子佩服周总理，但在晚年却觉得周恩来在文革中的确起了推波助澜的作用。